# Малая Хортица
Ма́лая Хортица (укр. Мала Хортиця), остров Байда — остров, расположенный между правобережной частью Запорожья и островом Хортица в русле Старого Днепра. Входит в Национальный заповедник «Хортица».
На острове размещалось поселение эпохи бронзы (3—4 тыс. до н. э.), он был заселён в античное время, в первые века нашей эры (черняховская культура), здесь жили славяне в эпоху Киевской Руси. В XVI в. на острове находился городок-замок — прототип Запорожской Сечи, а в 1736—1739 гг. на острове была устроена верфь.
Наибольшая длина и ширина острова — примерно 560 и 160 метров, соответственно; площадь — около 7 га. На северной части острова скалы поднимаются над водой на 12—14 м, южная пологая часть заканчивается песчаной отмелью.
Более высокая северная часть острова занимает площадь около 2 га. Здесь расположены оборонительные сооружения и другие остатки крепости Запорожской верфи. За пределами укреплений XVIII в. остров спускается едва заметными террасами к сухому руслу, которое отделяет высокую часть острова от песчаной дюны. В прошлом остров иногда соединялся с материковым правым берегом Днепра.

## Название
Остров известен под различными именами. Под названием Малая Хортица он упоминается в «Дневнике» Эриха Лясоты. На плане 1737 г. он называется Верхнехортицким, «на котором заложен ретраншемент к адмиралтейству для строения судов, называемый „запорожская верфь“». На «Атласе Днепра» 1786 г. остров именуется Вырвой с того времени, когда после большого наводнения часть правого берега была отделена протоком («вырванная» площадь — 500 га). При меннонитах остров назывался Канцеровским, так как лежит напротив балки Канцеровки. Согласно версии краеведа В. Г. Фоменко, название балки происходит от тюркского «кансира», что означает «кровоточивая, истекающая кровью», и предполагает в этом месте большие бои. Скорее всего, название речки происходит от бурого цвета воды, благодаря выходам пластов красной глины. Потом остров именовали Гадючим, Гетманским, Лизы Чайкиной.
В последние годы остров называют «Байда», что совпадает с прозвищем Дмитрия Вишневецкого: слово (от тюрк. буйдак) означает свободный, неженатый, беззаботный человек.

## Расположение
Остров отделён от материка протокой — Вырвой. Рядом, на землях бывшей меннонитской колонии Розенталь, находится балка Канцеровка. По ней протекает один из рукавов речки Верхняя Хортица. Канцеровскими называются также две скалы вдоль правого берега. Недалеко возвышается скала Рогозы (Рогозина), близ которой были сооружены редуты времён русско-турецкой войны 1736—1739 годов.
После строительства плотины Днепр немного обмелел. По рассказам старожилов до строительства Малая Хортица была меньше, чем сейчас: это была скала с укреплениями, от неё к правому берегу шёл «тиховод» (песчаная коса), который кончался в устье балки напротив острова. Этот тиховод служил пристанью для казачьих лодок.

## Городок Вишневецкого

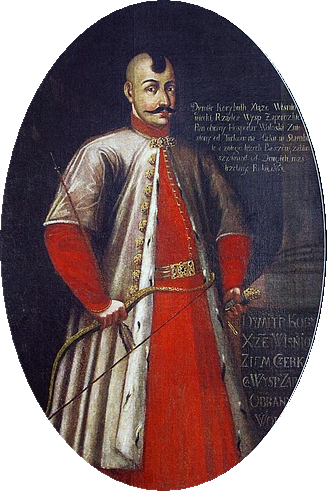
Дмитрий «Байда» Вишневецкий

На острове находился дерево-земляной городок-крепость, построенный в 1556 году волынским князем Дмитрием Вишневецким (по прозвищу Байда), явившемся прототипом Запорожской Сечи. Об этом говорят остатки укрепления XVI века, найденные здесь ружья, обломки сабель, топоры, наконечники стрел и копий, монеты того времени. Из своего укрепления князь неоднократно осуществлял нападения на татарские и турецкие крепости в низовье Днепра.
В начале 1557 года крымский хан Девлет I Гирей решил разорить внезапно появившийся на его землях городок. За двадцать четыре дня боёв крепость устояла и хан отступил. Запись об этом событии имеется в «Русской летописи» (по Никоновскому списку): «ушёл от Вишневецкого с великим позором».
В 1558 году крымский хан Девлет I Гирей снова подошёл к берегам Хортицы. Вишневецкий долго отбивался от хана, но потом, лишившись всякого пропитания и потеряв много людей, а ещё больше коней, съеденных казаками, под конец оставил Хортицу и ушёл к Черкассам и Каневу, откуда известил царя о всем происшедшем на Хортице и ждал от него дальнейших приказаний.
Казаки покинули Хортицу и после их ухода «город» Вишневецкого, вероятно, был разрушен татарами, так как московский царь, собираясь воевать с Крымом, хотел строить новое укрепление «между Хортицей и Черкассами», которое бы заменило «город» Вишневецкого.
Согласно описанию Яворницкого, укрепления северной части острова имеют вид подковы, южная и северная стороны которой высятся на 40 саженей, западная — 56 саженей. В середине укреплений выкопаны 25 ям, в которых росли груши. С точки зрения военных специалистов укрепления Малой Хортицы представляют собой редан с флангами, закрытые с горжи и траверсами и ориентированные вверх и вниз против течения Днепра.

## Запорожская верфь, 1736—1739
Указом от 3 сентября 1736 года главное командование и строительство Днепровской флотилией было поручено вице-адмиралу Науму Акимовичу Сенявину. Сенявин и инженер-майор Ретш выбрали для строительства судов место на острове «Вышняя Хортица». На этом острове был заложен ретраншемент и на зиму поставлена военная команда, состоявшая из капитана, мичмана и 100 человек нижних чинов; генерал-фельдмаршал Миних приказал назвать это место «Запорожской верфью» и доставил её карту в Адмиралтейскую коллегию. Запорожская верфь была расположена в северной части острова и представляла собой земляное укрепление с валами и рвом. Западный вал имел длину 85 м, южный — 110 м, северный — 105 м, кроме того западный вал имел ров глубиной 1,5 м. Внутри укрепления находились: пороховой погреб, 8 солдатских землянок, 2 офицерские землянки. В южной части острова за пределами его укреплений располагалось 26 землянок, в которых жили запорожские казаки и 5 землянок для их старшины. Строили суда для Днепровской флотилии запорожские казаки и солдаты регулярной армии во главе с галерным мастером. Из представленного Минихом 11 августа 1736 г. в Сенат чертежа видно, что прообразом судов была запорожская чайка. Суда эти имели 24 весла, были длиной 60 футов, шириной 11 футов и глубиной 3 фута. Весь флот на Днепре в это время состоял из 462 судов подобного типа, большая их часть (399) находилась у Хортицы и Малышевского редута. Для обслуживания этой флотилии «находилось служителей и адмиралтейских разных мастеров … при Хортицком острове 564 человека». В 1739 году русские войска в связи с заключением союзницей России Австрией сепаратного мира с Турцией и из-за эпидемии чумы оставили Хортицкий остров и Запорожскую верфь. Из-за недостатка транспорта и невозможности провести суда вверх через пороги армия оставила много пушек, бомб и другого тяжёлого груза

## Современность
Остров входил в памятник природы (позже геологический заказник) республиканского значения «Днепровские пороги»
После пуска в 1972 году нового машинного зала ДнепроГЭС-II остров Байда стал исчезать: начал быстро вымываться берег — каждый год периметр острова уменьшался на метр, скалы были раскопаны археологами-любителями, траву и деревья жгли бакенщики, туристы. Посредине острова была куча мусора, расплодились змеи. В 1980 году комитет комсомола завода Запорожсталь решил устроить на острове молодёжную туристическую базу.
При поддержке администрации завода была укреплена береговая линия. На буксирах и баржах на остров из карьера был завезён гранитный булыжник. Всего было завезено 12 барж гранита. Для предотвращения вымывания песка с береговой линии острова, щели между булыжниками засыпались щебёнкой. Для устройства двух небольших пляжей из села Беленькое были привезены 8 барж песка. Чтобы придать живописный вид острову были высажены деревья из местных питомников — по берегу ивы, в центре острова — акация, шелковица. Для того, чтобы вывести гадюк была организована мини-ферма ежей. На острове живут фазаны, куропатки, дикие гуси. Все это стоило заводу около 8,6 тыс. рублей.
В обустройстве острова помогала комсомольская организация завода, секретарём которой был Владимир Литвин. В 1983 году были установлены 47 палаток и база была торжественно открыта. Однако недолговечность палаток (продержались лишь 2 года) и заповедность острова (запрет строить из бетона и кирпича) привели к тому, что было решено построить деревянные домики. Колыбы (деревянные домики) были изготовлены в обмен на некондиционное железо в Ивано-Франковской области.
Когда туристическую базу приняла комиссия из заповедника, то начальником турбазы был назначен пенсионер, бывший горновой завода Дмитрий Зыско, который стал общественным инспектором.
Киевский учёный Сергей Жанович Пустовалов проводит регулярные кратковременные раскопки на острове. В августе 2003 года Пустовалов обнаружил гномон XVI века, который пополнил коллекцию Национального заповедника «Хортица». По мнению Пустовалова солнечными часами мог пользоваться князь Вишневецкий.
Первоначально на острове Байда проводился фестиваль авторской песни и песенной поэзии «Байда», однако позже фестиваль, сохранив название, проводился уже вне острова.
Сотрудники турбазы имеют свой домик на острове, отвечают за порядок и имущество базы, перевозят на лодке людей. На острове есть улица «Малая Хортица».

## Археологическое исследование
Первые археологические раскопки на острове осуществили перед началом Второй мировой войны М. Л. Макаревич и А. В. Бодянский (материалы раскопок утрачены). В 1950 и в 1953 гг. на острове работал В. Ф. Пешанов, которым были заложены три шурфа в разных местах укреплений XVIII в. Отдельной траншеей был разрезан вал XVIII в. Найденный при раскопках материал, он отнёс к периоду бронзы и черняховской культуры, XVIII в. Первые, более значительные работы провёл на острове в 1968 году Р. А. Юра (Юра, 1969). В течение полевого сезона он раскопал две землянки нижних чинов, перерезал траншеей южный вал укреплений XVIII в. Автор пришёл к выводу, что древние слои городища были полностью уничтожены во время строительства вала верфи, и поэтому дальнейшие исследования на острове проводить не стоит (Юра, 1969). Этот вывод привёл к тому, что специалисты-археологи надолго оставили остров без внимания. Только в 1989 году В. С. Ильинский провёл небольшие разведки на городище (Ильинский, Пустовалов, 1992) в связи с созданием Хортицкого историко-культурного заповедника и изучением в его пределах всех археологических памятников. Малой Хортицей активно занимается С. Ж. Пустовалов.